# Eidsberg
Gmina Eidsberg (norw. Eidsberg kommune) – norweska gmina leżąca w regionie Østfold. Jej siedzibą jest miasto Mysen.
Eidsberg jest 311. norweską gminą pod względem powierzchni.
W miejscowości jest przystanek kolejowy Eidsberg.

## Demografia
Według danych z roku 2005 gminę zamieszkuje 10 203 osób. Gęstość zaludnienia wynosi 43,31 os./km². Pod względem zaludnienia Eidsberg zajmuje 101. miejsce wśród norweskich gmin.
| ludność stan na 1 stycznia 2005 |         |           |        |
|                                 | kobiety | mężczyźni | razem  |
| osób                            | 5020    | 5183      | 10 203 |
| %                               | 49,2%   | 50,8%     | 100%   |

| wykształcenie stan na 1 października 2004 |            |         |        |          |
|                                           | podstawowe | średnie | wyższe | nieznane |
| osób                                      | 2051       | 4682    | 1153   | 208      |
| %                                         | 25,34%     | 57,85%  | 14,25% | 2,57%    |

## Edukacja
Według danych z 1 października 2004:
- liczba szkół podstawowych (norw. grunnskolar): 6
- liczba uczniów szkół podst.: 1367

## Władze gminy
Według danych na rok 2011 administratorem gminy (norw. rådmann) jest Tom-Arne Tørfoss, natomiast burmistrzem (norw. ordfører, d. borgermester) jest Knut Jørgen Herland.